# Mariene ecoregio Andamanse Zee Koraalkust
De Mariene ecoregio Andamanse Zee Koraalkust (110) (Engels: Andaman Sea Coral Coast marine ecoregion) is een biogeografische regio en ligt in het noordoosten van de Indische Oceaan in de Mariene provincie Andamanen (24) in het Marien rijk Westelijke Indo-Pacific. De mariene ecoregio is vastgesteld door het World Wide Fund for Nature en The Nature Conservancy en is vernoemd naar de Andamanse Zee.
In het noorden grenst het gebied aan de mariene ecoregio Noordelijke Golf van Bengalen (108), in het westen aan de mariene ecoregio Andamanen en Nicobaren (109) en in het zuiden aan de mariene ecoregio Straat Malakka (118). Naar het zuidwesten ligt de mariene ecoregio Westelijk Sumatra (111).

## Geografie
De mariene ecoregio ligt in het noordoosten van de Indische Oceaan voor de westkust van een stuk van Myanmar en Thailand. Het gebied ligt in de Andamanse Zee en een stukje van de Straat Malakka en strekt zich uit van ten noorden van de stad Dawei in het noorden tot aan de grens van Thailand met Maleisië in het zuiden. Het omvat onder andere de wateren rondom de vele eilanden voor de kust, inclusief het zuidelijke eiland Langkawi.

## Biogeografie
Het gebied kent zeeleven dat houdt van tropische temperaturen.